# Orchestra Sinfonica di Roma
Das Orchestra Sinfonica di Roma war ein Orchester, das von 2002 bis 2014 tätig war.
Das Orchester wurde unter der Trägerschaft der Stiftung Fondazione Cassa di Risparmio di Roma im November 2002 gegründet und bestand aus ca. 75 Musikern. Sein Sitz war in Rom. Dirigent (Direttore artistico e musicale) des Orchesters war Francesco La Vecchia (* 1954). Presidente Onorario war Avv. Emmanuele Francesco Maria Emanuele. 2014 wurde das Orchester aus finanziellen Gründen aufgelöst.